# Філ Кессел
Філіп Джозеф Кессел, мл. (англ. Philip Joseph Kessel, Jr.; 2 жовтня 1987, м. Медісон, США) — американський хокеїст, правий нападник. Виступає за «Піттсбург Пінгвінс» у Національній хокейній лізі (НХЛ).
Виступав за Міннесотський університет (NCAA), «Провіденс Брюїнс» (АХЛ), «Бостон Брюїнс», Торонто Мейпл-Ліфс.
В чемпіонатах НХЛ — 437 матчів (160+152), у турнірах Кубка Стенлі — 15 матчів (9+6).
У складі національної збірної США учасник зимових Олімпійських ігор 2010 і 2014 (12 матчів, 6+4), учасник чемпіонатів світу 2006, 2007 і 2008 (21 матч, 9+10). У складі молодіжної збірної США учасник чемпіонатів світу 2005 і 2006. У складі юніорської збірної США учасник чемпіонатів світу 2004 і 2005.
Досягнення
- Срібний призер зимових Олімпійських ігор (2010)
- Учасник матчу всіх зірок НХЛ (2011, 2012, 2015)
- Переможець юніорського чемпіонату світу (2005), срібний призер (2004)
- Володар Кубка Стенлі в складі «Піттсбург Пінгвінс» — 2016, 2017.

Нагороди
- Пам'ятний трофей Білла Мастертона (2007)
- Найкращий нападник зимових Олімпійських ігор (2014)
- Найкращий нападник юніорського чемпіонату світу (2005)
- Найкращий бомбардир зимових Олімпійських ігор (2014) — 8 очок
- Найкращий бомбардир молодіжного чемпіонату світу (2006) — 11 очок
- Найкращий бомбардир юніорського чемпіонату світу (2005) — 16 очок